# Bogorodica (himan)
Bogorodica (polj.: Bogurodzica) najstariji je poljski himan. Nastao je između 10. i 13. stoljeća. Iako izvor pjesme nije sasvim jasan, nekoliko znanstvenika slaže se da je autor himna sv. Adalbert Praški. Ovim himnom započinje povijest poljske književnosti. Zapisao ju je kroničar i "otac poljske historiografije" Jan Długosz.
Poljski vitezovi pjevali su ovaj himan prije bitke kod Grunwalda. Himan Bogorodica također je pratio krunidbene obrede prvih kraljeva Jagelovića.
Himan Bogorodica povezan je s latinskom liturgijom, tradicijom crkvenih himana, grčkim ili starim crkvenoslavenskim utjecajima, zapadnjačkom ili istočnjačkom kulturom. Dvije početne strofe nastale su prve - vjerojatno u sredini ili na kraju 13. stoljeća, ili na samom početku 14. stoljeća.
Himan Bogorodica je molitveni himan, čija prva strofa sadrži poziv Kristu kroz zagovor Djevice Marije. Ona započinje apostrofom prema njoj - Majci Kristovoj, Djevici, hvaljenoj od Boga i izabranoj. Nakon apostrofije, molba je Mariji da se zagovara vjernike kod svoga Sina.
Druga strofa počinje izravnim obraćanjem Kristu, Sinu Božjem, pozivajući se na sv. Ivana Krstitelja. Molitva kojom završava ta strofu sadrži zahtjev, da Krist daje ljudima blažen boravak na zemlji i, nakon smrti, vječno postojanje na nebu. Sljedeće strofe imaju razne motive: Uskrs, Isusovu muku, litanije - pozivajući se na svece.
Himan Bogorodica je u početku bio povezan sa svetom misom i procesijom, ali već je u 15. stoljeću postao viteška bojna himna.

## Himan na poljskom jeziku
Bogurodzica dziewica, Bogiem sławiena Maryja, 

U twego syna Gospodzina Matko zwolena, Maryja! 

Zyszczy nam, spuści nam. 

Kyrie elison!
Twego dziela Krzciciela, bożycze, 

Usłysz głosy, napełń myśli człowiecze. 

Słysz modlitwę, jąż nosimy, 

A dać raczy, jegoż prosimy: 

A na świecie zbożny pobyt, 

Po żywocie rajski przebyt. 

Kyrie elison!

## Himan na engleskom jeziku
Virgin, Mother of God, God-famed Mary! 

Ask Thy Son, our Lord, God-named Mary, 

To have mercy upon us and hand it over to us! 

Kyrie eleison!
Son of God, for Thy Baptist's sake, 

Hear the voices, fulfill the pleas we make! 

Listen to the prayer we say, 

For what we ask, give us today: 

Life on earth free of vice;  

After life: paradise! 

Kyrie eleison!